# درجة حرارة كوري
درجة حرارة كوري في المغناطيسية (بالإنجليزية: Curie temperature) درجة حرارة عند الوصول إليها تختفي خواص المادة المغناطيسية، وتصبح المادة عندما تكون في درجة حرارة أعلى من درجة حرارة كوري تصبح ذات مغناطيسية مسايرة بعد أن كانت ذات مغناطيسية حديدية. يرمز إلى درجة حرارة كوري أو نقطة كوري بالرمز {\displaystyle T_{\rm {C}}} أو {\displaystyle \vartheta _{\rm {C}}} .

## الظاهرة
تشكل نقطة كوري انتقال طوري للمادة من حالة مغناطيسية حديدية وحالة مغناطيسية مسايرة وقد يكون الانتقال الكوري أيضا بين حالة الفريمغناطيسية والمغناطيسية المسايرة . وتختفي المغناطيسية الذاتية للمواد المغناطيسية مثل الحديد والنيكل بمجرد ارتفاع درجة حرارته فوق نقطة كوري الخاصة بها . وعندما تنخفض درجة حرارة المادة تحت درجة حرارة كوري تعود الخواص المغناطيسية للمادة ثانيا، أي تنشأ مغناطيسية الحبيبات في المادة مرة ثانية. وعند استخدام لتطبيقات العملية مثلما في المحول الكهربائي أو المولد الكهربائي فيلزم أن تكون درجة حرارتها تحت نقطة كوري بقدر محسوس .

## بعض الأرقام
نعطي هنا بعض المواد المغناطيسية ودرجة حرارة كوري Tc لها :
- الكوبلت 1394 K (1121 °C)
- الحديد 1041 K (768 °C)
- النيكل 633 K (360 °C)
- جادولينيوم 289 K (16 °C)
- الفريت 100…460 °C (بحسب التركيب الكيميائي)

وتبدي تلك الظاهرة بعض المواد الأخرى مثل المواد الكهروحديدية المستقطبة أو غير المستقطبة عند تسخينها ورفع درجة حرارتها فوق نقطة انتقال لطور إلى حالة الكهربية المسايرة . ونظرا لانخفاض درجة استخدام مواد الكهربية الحديدية فهي تستخدم في تصنيع المكثفات الكهربائية .
ويتميز انتقال الطور في المواد ذات المغناطيسية الحديدية المضادة بدرجة حرارة خاصه تسمى درجة حرارة نييل Néel Temperature {\displaystyle T_{\text{N}}} .
ويختفي استقطاب مغناطيس ذاتي بطريقة محسوسة تحت درجة حرارة كوري {\displaystyle T_{\mathrm {C} }} بدون عودة للمغناطيسية الذاتية، ذلك لأن «الحبيبات» المغناطيسية تتوزع مغناطيسيتها عشوائيا .

## خواص المادة فوق نقطة كوري
فوق درجة حرارة كوري يمكن وصف المادة المغناطيسية بواسطة قانون كوري-فايس . القابلية المغناطيسية لمادة مغناطيسية مسايرة أو مادة مغناطيسية عكسية تتبع (بالتقريب) العلاقة:
{\displaystyle \chi ={\frac {C}{T-T_{\mathrm {C} }}}}
حيث {\displaystyle C} ثابت كوري .

## معرض صور

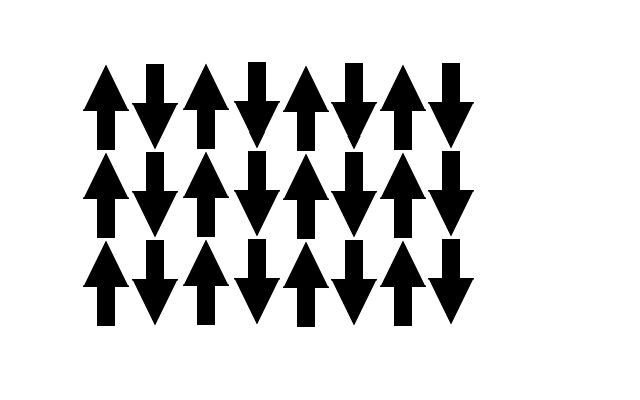
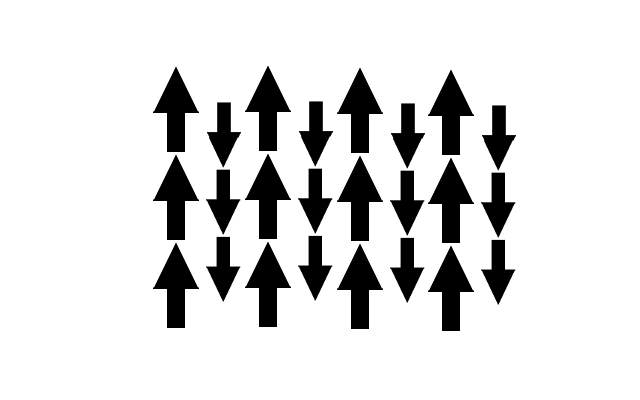
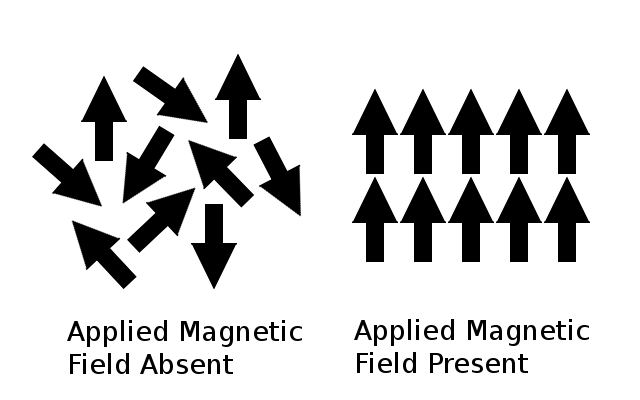
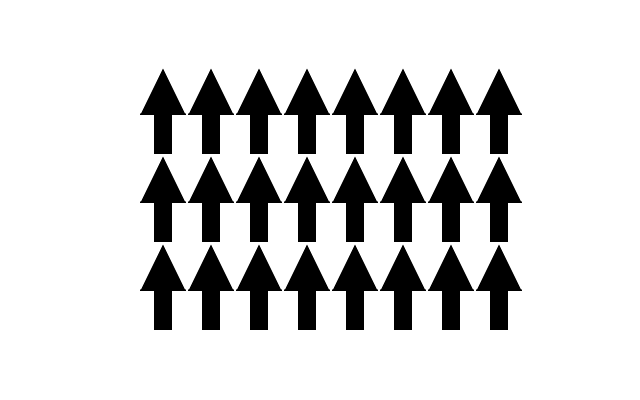

## اقرأ أيضا
- قانون كوري
- ثابت كوري
- الاستبقائيّة
- مغناطيسية حديدية
- مغناطيسية مسايرة
- مغناطيسية معاكسة